# Will Lammert
Will Lammert (* 5. Januar 1892 in Hagen, Westfalen; † 30. Oktober 1957 in Berlin) war ein deutscher Bildhauer.

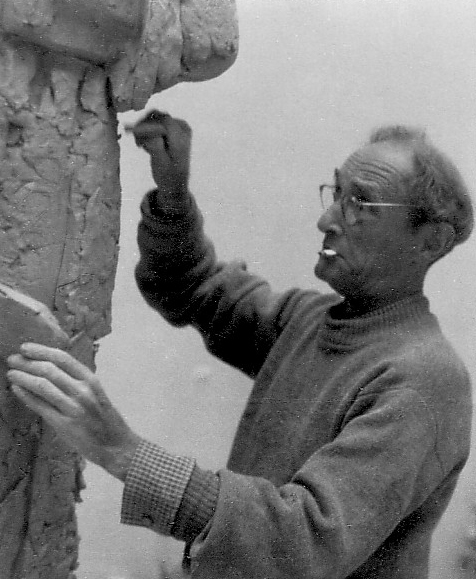
Will Lammert in seinem Atelier, 1956

## Leben

### Deutschland

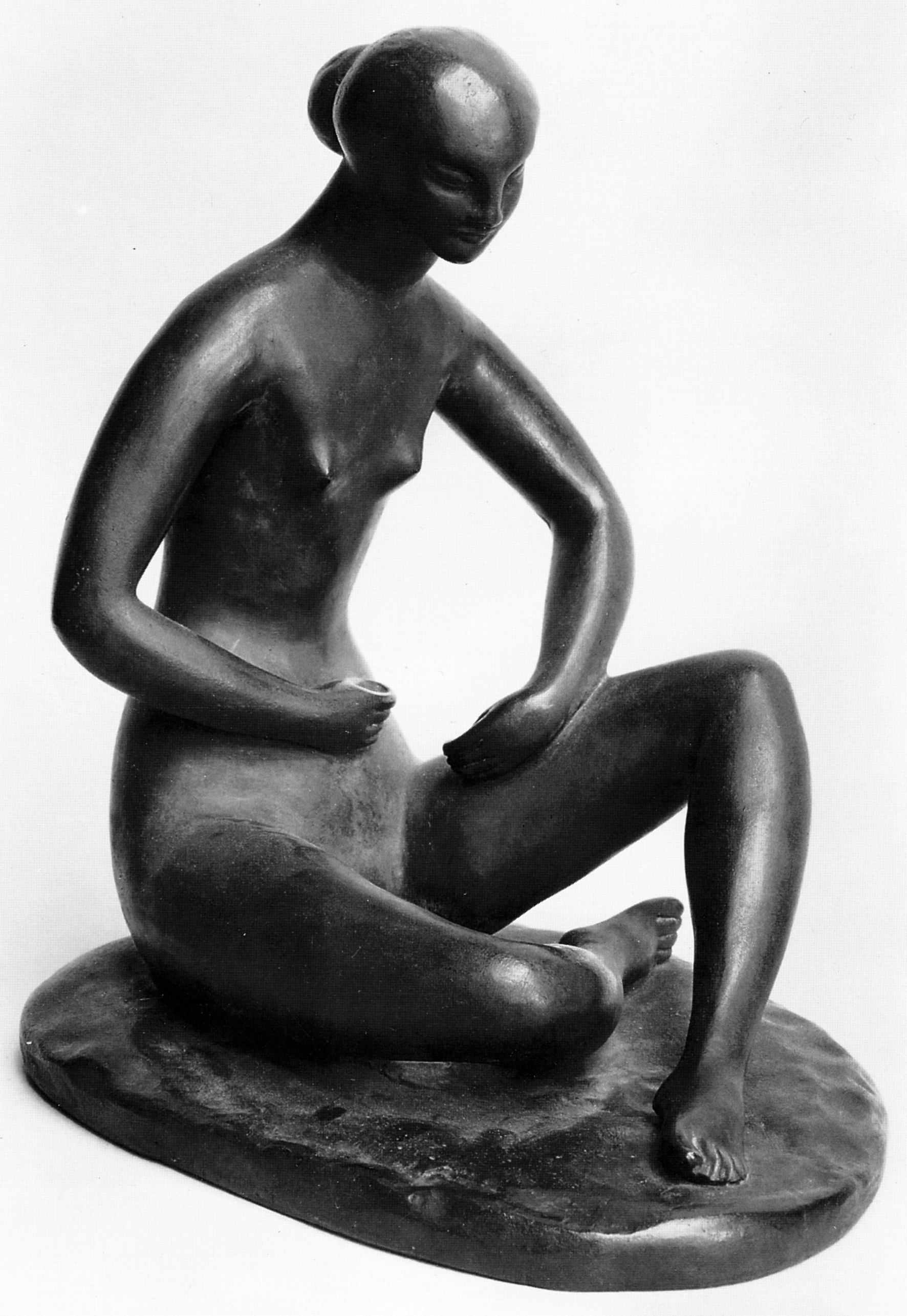
Sitzendes Mädchen I, 1913

Will Lammert wurde 1892 in Hagen als Sohn eines Maschinenschlossers geboren. Er schloss seine Lehre als Stuck-, Stein- und Holzbildhauer ab und arbeitete zunächst im Atelier des russischen Bildhauers Moissey Kogan. Ab 1911 studierte er dann an der Staatlichen Kunstgewerbeschule Hamburg bei Richard Luksch mit einem Stipendium, das er durch die Empfehlung des Sammlers und Gründer des Museums Folkwang Karl Ernst Osthaus erhielt. Zwischen 1912 und 1913 verbrachte er einen Studienaufenthalt in Paris. Durch seinen alten Lehrer Kogan machte er dort die Bekanntschaft mit den Bildhauern Alexander Archipenko und Otto Freundlich.
1914 diente Lammert als Soldat im Ersten Weltkrieg, den er schwer verwundet überlebte. Nach dem Kriegsende besuchte er die Fachhochschule für Keramik Höhr bei Koblenz. In den folgenden Jahren war er als freischaffender Bildhauer in seiner Geburtsstadt tätig, aber auch in Düsseldorf und München. Außerdem stellte er gemeinsam mit der Künstlergruppe Das Junge Rheinland, zu der auch Otto Dix und Max Ernst gehörten, aus. 1920 heiratete er Hette Meyerbach.

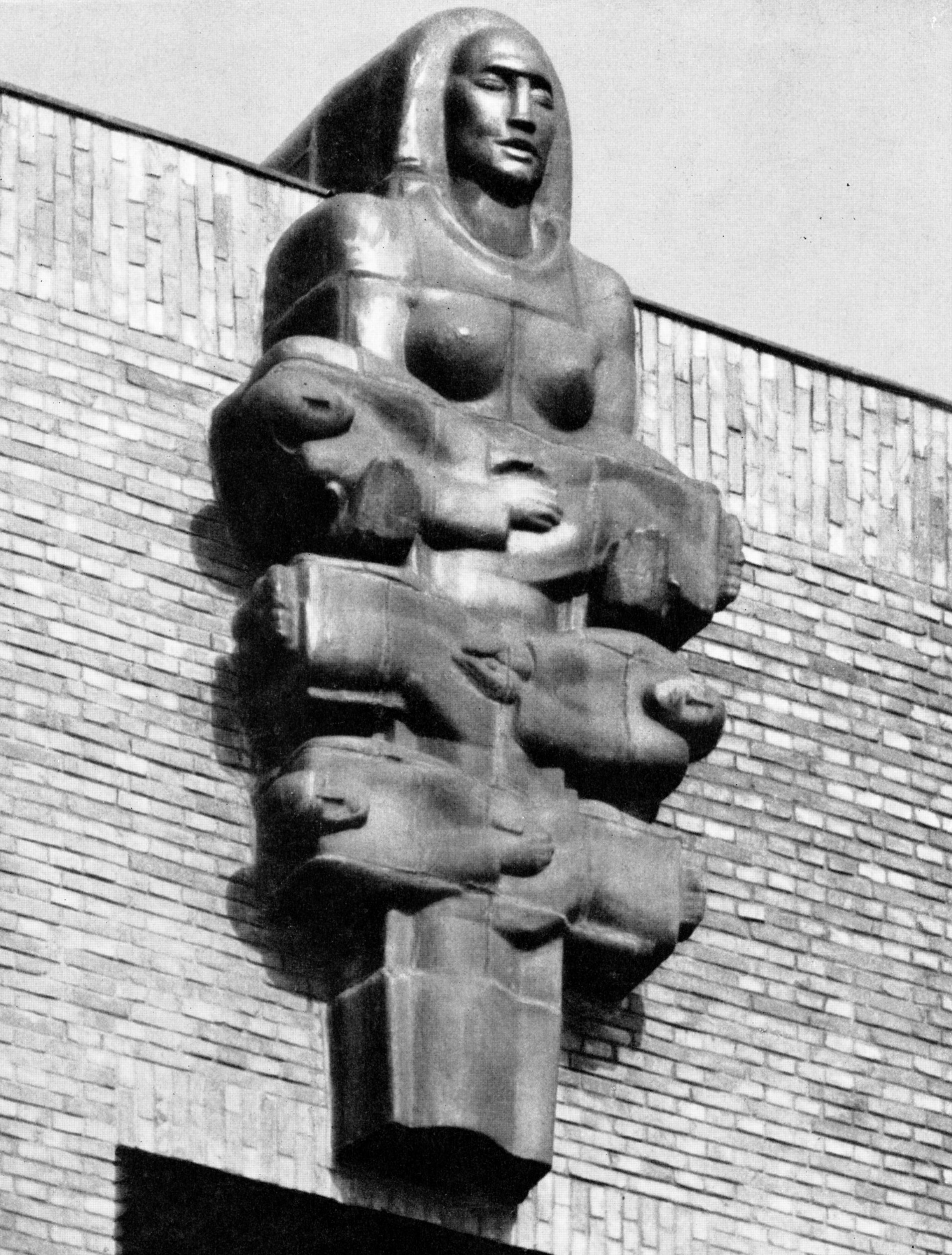
Mutter Erde, 1926 (zerstört)

Gleichzeitig mit dem Museum Folkwang siedelte er 1922 nach Essen über. Mit Förderung der Stadt entstand hier die Künstlerkolonie Margarethenhöhe, wo er ein Atelier bezog. Es entstanden freie und baugebundene Plastiken, für Bauten der Architekten Edmund Körner, Georg Metzendorf und Alfred Fischer. Neben seiner künstlerischen Arbeit leitete er die Keramische Werkstatt Margaretenhöhe. Sowohl Hermann Blumenthal als auch Fritz Cremer begannen ihr künstlerisches Schaffen in seinem Atelier. Mit ausdrücklicher Befürwortung von Max Liebermann erhielt er 1931 ein Rom-Stipendium der Preußischen Akademie der Künste und verbrachte einen neunmonatigen Studienaufenthalt an der Villa Massimo, wo er gleichzeitig mit den Künstlern Werner Gilles, Ernst Wilhelm Nay und Hermann Blumenthal arbeitete. 1932 trat er der KPD bei.

### Exil
Nach der Machtergreifung durch die Nationalsozialisten wurde Lammert von der Gestapo zur Fahndung wegen Hochverrats ausgeschrieben. Er sah sich im Frühsommer 1933 gezwungen, über die Niederlande nach Paris zu emigrieren, wohin ihm auch seine jüdische Frau Hette mit seinen zwei Söhnen Till und Ule folgte. Dort wohnte er zeitweise im selben Haus wie der deutsche Schriftsteller Bodo Uhse und der Verleger Willi Münzenberg. Doch schon 1934 wurde Lammert aus Frankreich ausgewiesen und musste weiter in die Sowjetunion fliehen. Unterdessen hetzte in Essen die Presse gegen den „jüdisch versippten Kunstbolschewisten“. 1937 wurden in der Aktion „Entartete Kunst“ die Skulptur Sitzendes Mädchen (Steinzeug, 1913) aus der Sammlung der Hansischen Hochschule für Bildende Künste beschlagnahmt. Fast alle Werke in Deutschland wurden von den Nationalsozialisten zerstört.

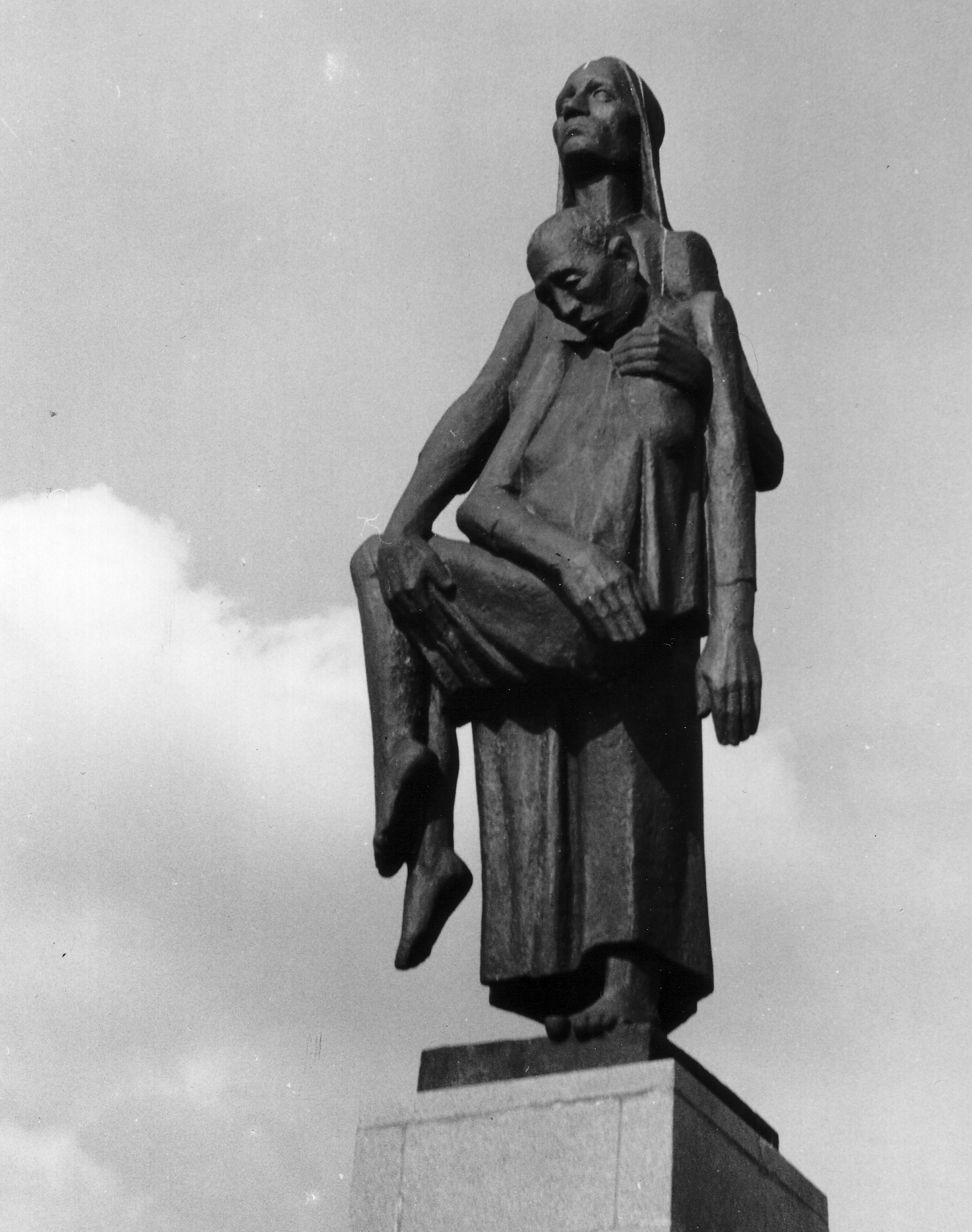
Mahnmal Tragende für die Mahn- und Gedenkstätte Ravensbrück, 1959

Trotz großer Bemühungen Lammerts, die ihn in der Hoffnung auf Arbeit als Bildhauer bis nach Sibirien führten, boten sich ihm in der Sowjetunion nur wenige Möglichkeiten zur künstlerischen Tätigkeit. 1938 zog er von Moskau in den Vorort Peredelkino, wo er in der Datscha von Friedrich Wolf wohnen konnte. Auch mit anderen deutschen Emigranten wie Johannes R. Becher, Adam Scharrer und Erich Weinert pflegte er dort Kontakt. Er arbeitete in verschiedenen Architekturbüros und leitete mit dem ebenfalls emigrierten Künstler Heinrich Vogeler Zeichenzirkel. Nach dem Überfall auf die Sowjetunion 1941 wurde er – diesmal als Deutscher – aus der Großregion Moskau ausgewiesen und kam zunächst in die Tatarische Autonome Sozialistische Sowjetrepublik, wo er in einem Kolchos arbeitete. Ein Jahr später wurde er in die „Arbeitsarmee“ eingezogen und nach Kasan gebracht. Auch mit dem Kriegsende nahm seine Verbannung, nun umgewandelt in eine „Spezialverbannung auf ewig“, kein Ende.

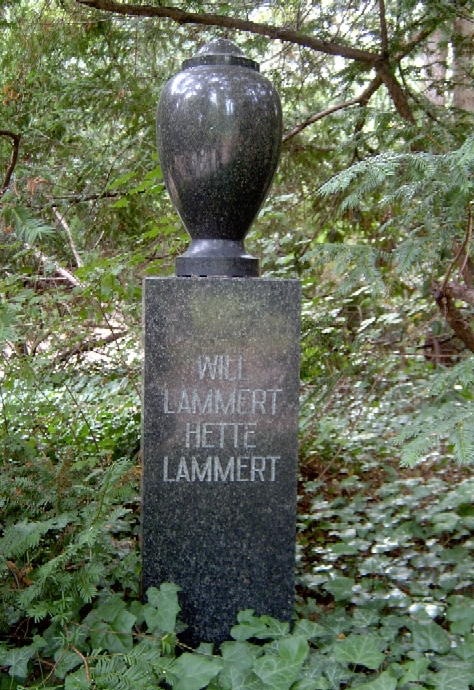
Grab auf dem Friedhof Pankow III

### Rückkehr nach Deutschland
Erst im Dezember 1951 durfte Lammert die Sowjetunion verlassen, um endlich nach Deutschland, in die damalige DDR, zurückkehren. Zuvor hatten sich andere Rückkehrer wie Else und Friedrich Wolf immer wieder für seine Ausreiseerlaubnis eingesetzt. Ein Jahr später wurde er zum Ordentlichen Mitglied der Deutschen Akademie der Künste gewählt. Noch während seiner 1954 begonnenen Arbeit für die Mahn- und Gedenkstätte Ravensbrück auf dem Gelände des ehemaligen Konzentrationslagers Ravensbrück verstarb er im Oktober 1957 in Berlin. Seine letzte Ruhe fand Lammert auf dem Friedhof Pankow III in Berlin-Niederschönhausen, wo er auch sein Atelier hatte.
Der Nationalpreis der DDR wurde ihm 1959 posthum verliehen. Seine Frau stiftete von diesem Geld den Will-Lammert-Preis, der durch die Deutsche Akademie der Künste von 1962 bis 1992 an zahlreiche Bildhauer verliehen wurde.

## Werk

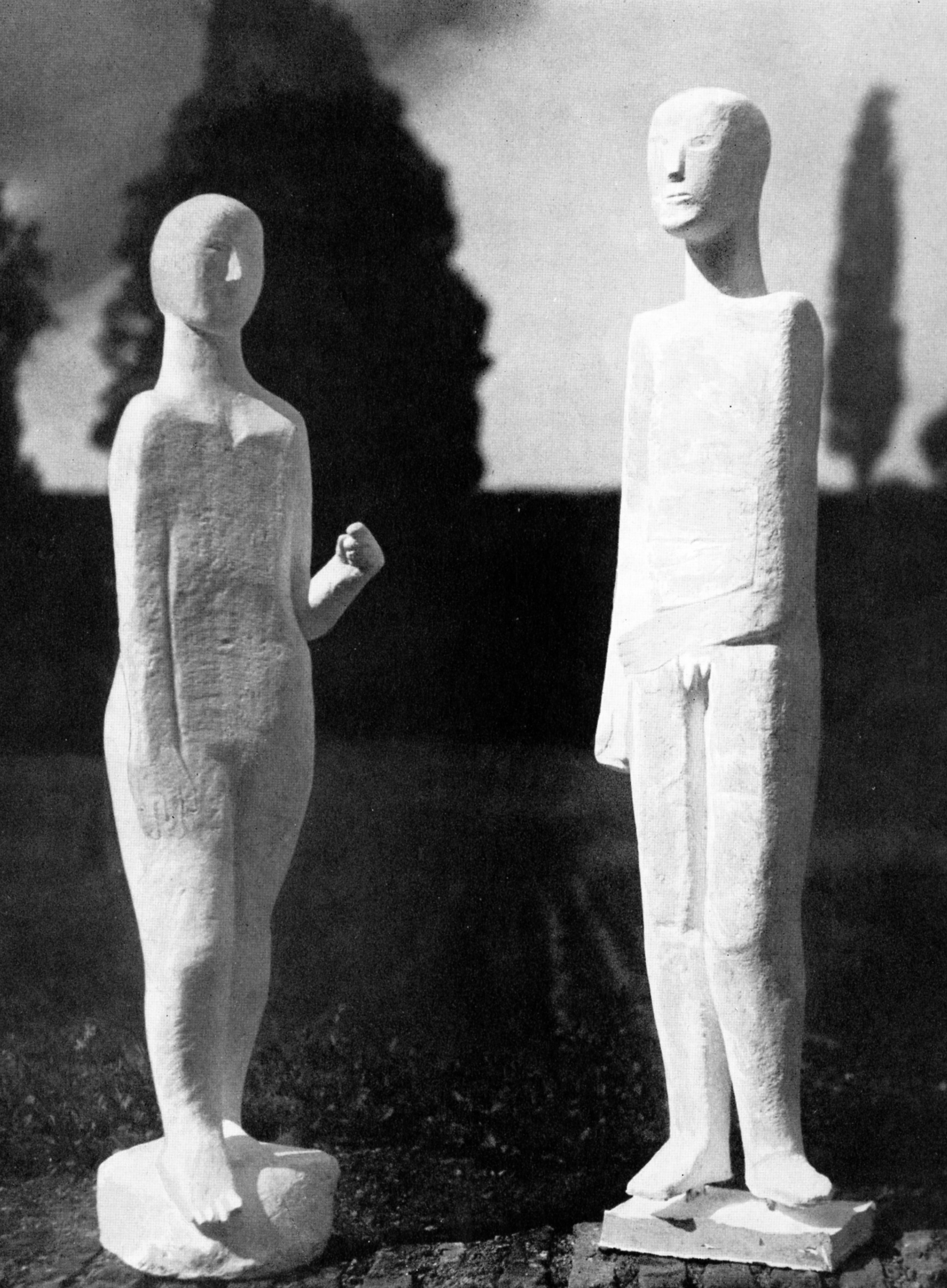
Weiblicher und männlicher Akt, 1931/32 (zerstört)

### Frühwerk
Schon als Zweiundzwanzigjähriger fiel Lammert auf der Kölner Werkbundausstellung 1914 auf. Zwei seiner Goldenen Figuren wurden zeitweise als sittlich anstößig aus der Ausstellung entfernt. Von diesen ist nur der Kopf einer goldenen Figur (1914) als Fragment erhalten. Schon davor entstand die Kleine Sitzende I (1913). Nach dem Ersten Weltkrieg wurde er durch den Galeristen Alfred Flechtheim vertreten und beteiligte sich an verschiedenen Ausstellungen der Künstlergruppe Das Junges Rheinland. Es entstanden Porträts, große stehende sowie liegende Frauenfiguren und verschiedene Kleinplastiken. Daneben führte er öffentliche Aufträge aus, so auch Mutter Erde (1926) für den Eingang des Südwestfriedhofs in Essen und einen Löwen als Gefallenendenkmal in Marburg (1926/1927). Aus seinem Studienaufenthalt in Italien brachte er u. a. den Weiblichen und männlichen Akt (1931/1932) mit. Im Vorfeld der Aktion „Entartete Kunst“, initiiert durch deren Protagonisten Klaus Graf von Baudissin, wurde nach 1933 das Frühwerk Lammerts nahezu vollständig zerstört. Man kennt heute diesen Teil seines Schaffens hauptsächlich durch Fotografien von Albert Renger-Patzsch und Edgar Jené. Neben wenigen Kleinplastiken haben sich nur die Kleine Liegende (1930), ein Fragment der Ruth Tobi (1919) und eine frühe Fassung des Karl Ernst Osthaus (1930) erhalten. Güsse dieser Plastiken befinden sich heute u. a. im Nationalgalerie, Berlin, im Germanischen Nationalmuseum, Nürnberg, und im Smart Museum of Art, Chicago. Außerdem existiert noch eine Reihe von Zeichnungen, die vorwiegend während seiner Studienaufenthalte in Frankreich 1912/1913 und in Italien 1932 entstanden.

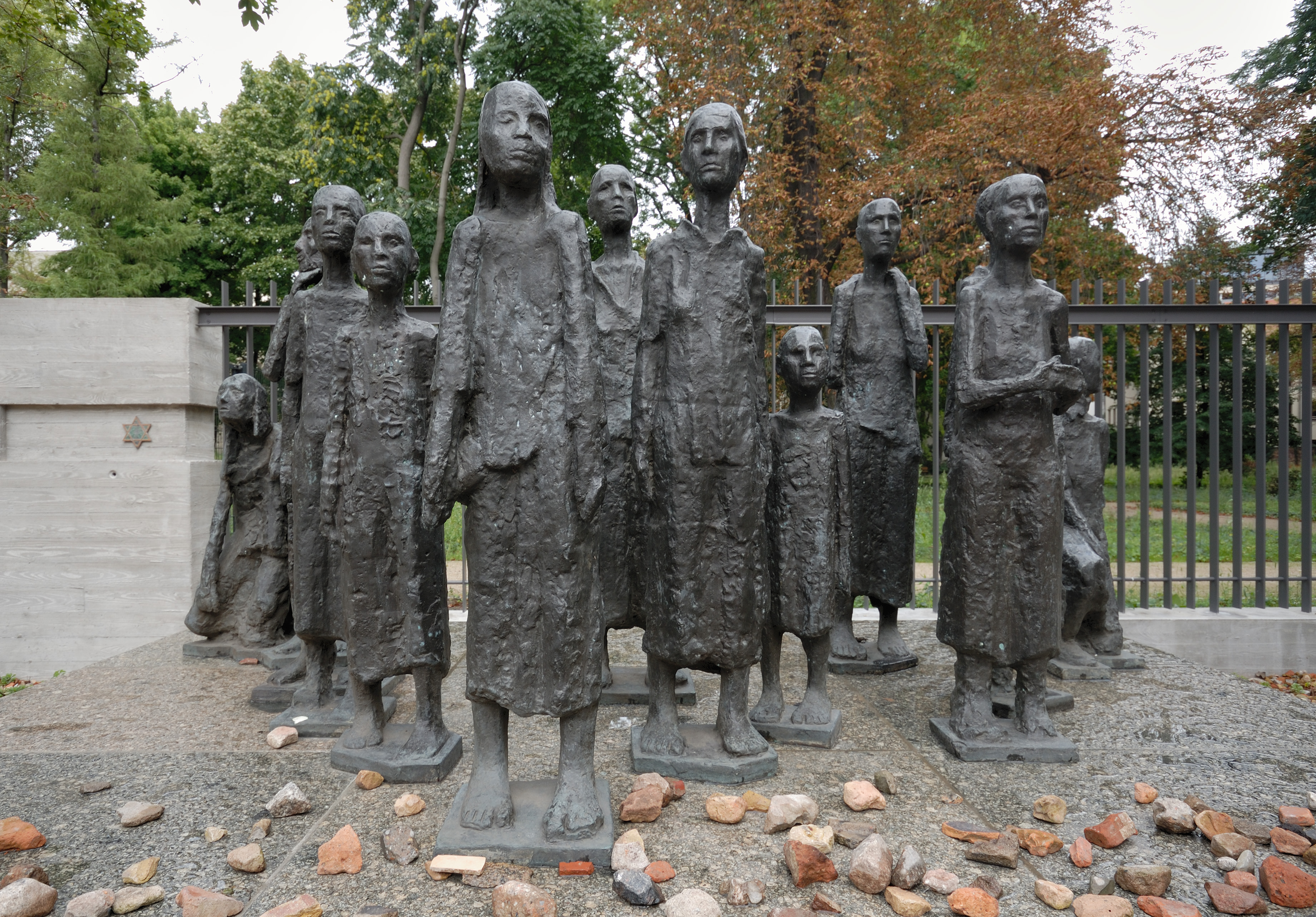
Denkmal am Alten Jüdischen Friedhof, Berlin-Mitte, 1956/85

### Spätwerk
Erst nach seiner Rückkehr aus dem achtzehnjährigen Exil konnte Lammert seine künstlerische Tätigkeit wieder aufnehmen. Er fertigte in dieser Zeit auch einige Bildnis- und Denkmalsplastiken, u. a. von Karl Marx (1953), Eduard von Winterstein (1954), Friedrich Wolf (1954), Wilhelm Pieck (1955) und Thomas Müntzer (1956). Hauptsächlich widmete er sich aber der Gestaltung der Mahn- und Gedenkstätte Ravensbrück. Nach dem Tode Lammerts wurde ein Teil des Entwurfs realisiert. Die Tragende (1957), mit Olga Benario als Vorbild, wurde 1959 auf einem Pylonen vergrößert aufgestellt. Dreizehn der eigentlich für den Fuß der Stele vorgesehenen Skulpturen stehen seit 1985 zum Gedenken an die jüdischen Opfer des Faschismus am Alten Jüdischen Friedhof in der Großen Hamburger Straße in Berlin-Mitte. Diese Figurengruppe (Komposition: Mark Lammert) war das erste Denkmal für die jüdischen Opfer des Nationalsozialismus in Berlin. Eine im Eingangsbereich der Humboldt-Universität Berlin aufgestellte Karl-Marx-Büste wurde in der Wendezeit entfernt.

### Skulpturenfund in Berlin
Vor Beginn der Bauarbeiten zum neuen U-Bahnhof Rotes Rathaus der U-Bahn-Linie U5 wurden im Jahr 2010 Skulpturen der klassischen Moderne wiederentdeckt, die nach ihrer Beschlagnahme durch das nationalsozialistische Regime verschollen waren. Darunter befand sich auch ein Fragment des Sitzendes Mädchen I, 1913, von Will Lammert. Die Werke des Skulpturenfundes wurden vom 9. November 2010 bis März 2012 im Neuen Museum in Berlin gezeigt. Am 15. und 16. März 2012 fand in Berlin ein wissenschaftliches Symposium statt, bei dem neue Erkenntnisse vorgestellt wurden.

## Ausstellungen/Ausstellungsbeteiligungen (Auswahl)

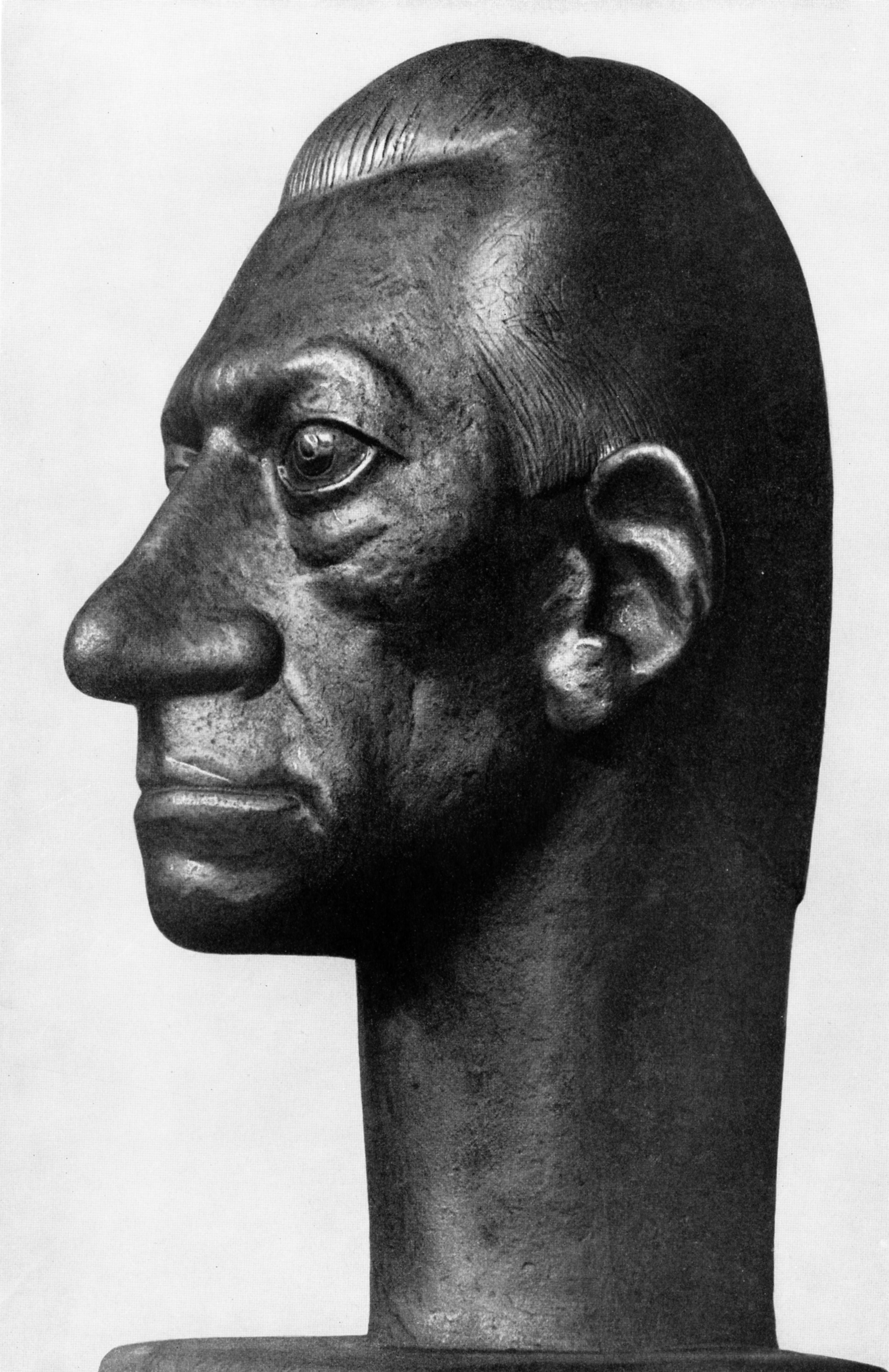
Karl Ernst Osthaus, 1930 (zerstört)

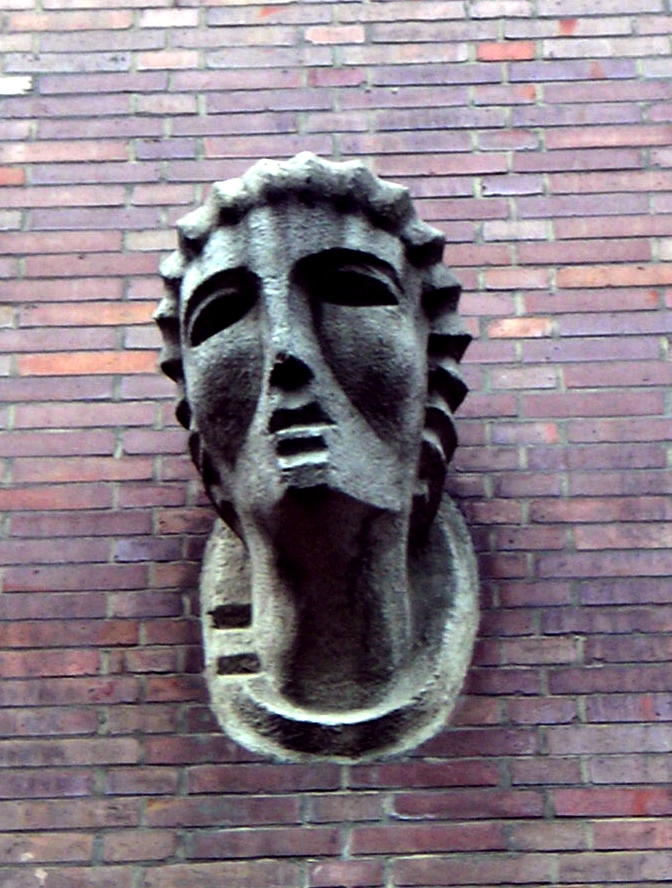
Kopf (Rest des Figurenschmucks der Essener Börse (1924))

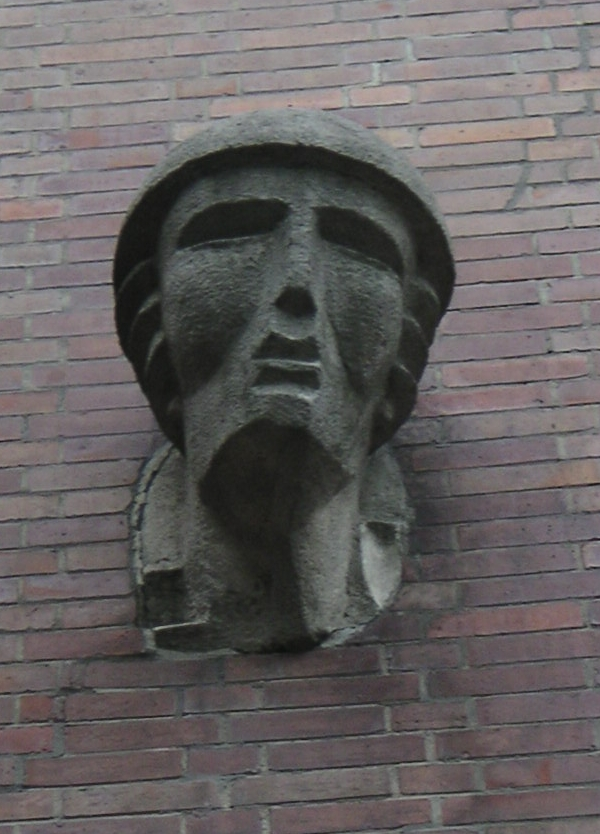
Kopf (Rest des Figurenschmucks der Essener Börse (1924))

- 1913: „Will Lammert – Zeichnungen“, Museum Folkwang, Hagen
- 1914: Werkbundausstellung, Köln
- 1919: „Auf dem Wege zur Kunst unserer Zeit“, Galerie Flechtheim, Düsseldorf
- 1919: Das Junge Rheinland, Kunsthalle Düsseldorf
- 1930: „Westfälische Moderne“, u. a. Hagen
- 1931: Deutscher Künstlerbund, Essen
- 1953, 1958/1959 1987/1988 Deutsche Kunstausstellung bzw. Kunstausstellung der DDR in Dresden
- 1959: „Will Lammert – Gedächtnisausstellung“, Deutsche Akademie der Künste, Berlin
- 1973: „Will Lammert und die Will-Lammert-Preisträger“, Ausstellungszentrum am Fernsehturm, Berlin
- 1970: Berlin, Akademiegalerie („Die Akademie ehrt Lenin“)
- 1977: „Will Lammert (1892–1957)“, Orangerieschloss, Potsdam
- 1978: Berlin, Nationalgalerie („Revolution und Realismus“)
- 1979: Berlin, Altes Museum („Weggefährden – Zeitgenossen“)
- 1981/1982: „Will Lammert – Plastik und Zeichnungen 1910–1933“, Kunsthalle Weimar/Kunstgalerie Gera
- 1984: Berlin, Altes Museum („Alltag und Epoche“)
- 1988: „Will Lammert – Plastik und Zeichnungen“, Kloster Unser Lieben Frauen, Magdeburg
- 1988/1989: „Und lehrt sie: Gedächtnis“, Ephraim-Palais, Berlin-Ost, Martin-Gropius-Bau, Berlin-West
- 1990: „Künstler für Menschlichkeit – Engagierte Kunst 1945-89“, DDR-Kulturzentrum, Paris
- 1992: „Will Lammert (1892–1957) - Plastik und Zeichnungen“, Ausstellung anlässlich des 100. Geburtstages des Künstlers, Akademie der Künste, Berlin
- 1999/2000: „Avantgarden in Westfalen?“, Wanderausstellungen, u. a. Ahlen
- 1999/2000: „Sculpture for a New Europe“, The Henry Moore Foundation, Leeds
- 2003: „The early modernist German art collection“, The Smart Museum of Art, Chicago
- 2003: „Kunst in der DDR“, Neue Nationalgalerie, Berlin
- 2009: „Kalter Krieg“, Germanisches Nationalmuseum, Nürnberg

## Öffentliche Sammlungen (Auswahl)
- Neue Nationalgalerie, Berlin
- Germanisches Nationalmuseum, Nürnberg
- Folkwang-Museum, Essen
- Kloster Unser Lieben Frauen, Magdeburg
- Moritzburg, Plastiksammlung, Halle
- The Smart Museum of Art, Chicago

## Auszeichnungen
- 1931: Rom-Preis der Preußischen Akademie der Künste
- 1959: Nationalpreis der DDR II. Klasse (posthum)

## Zeichnungen (Auswahl)

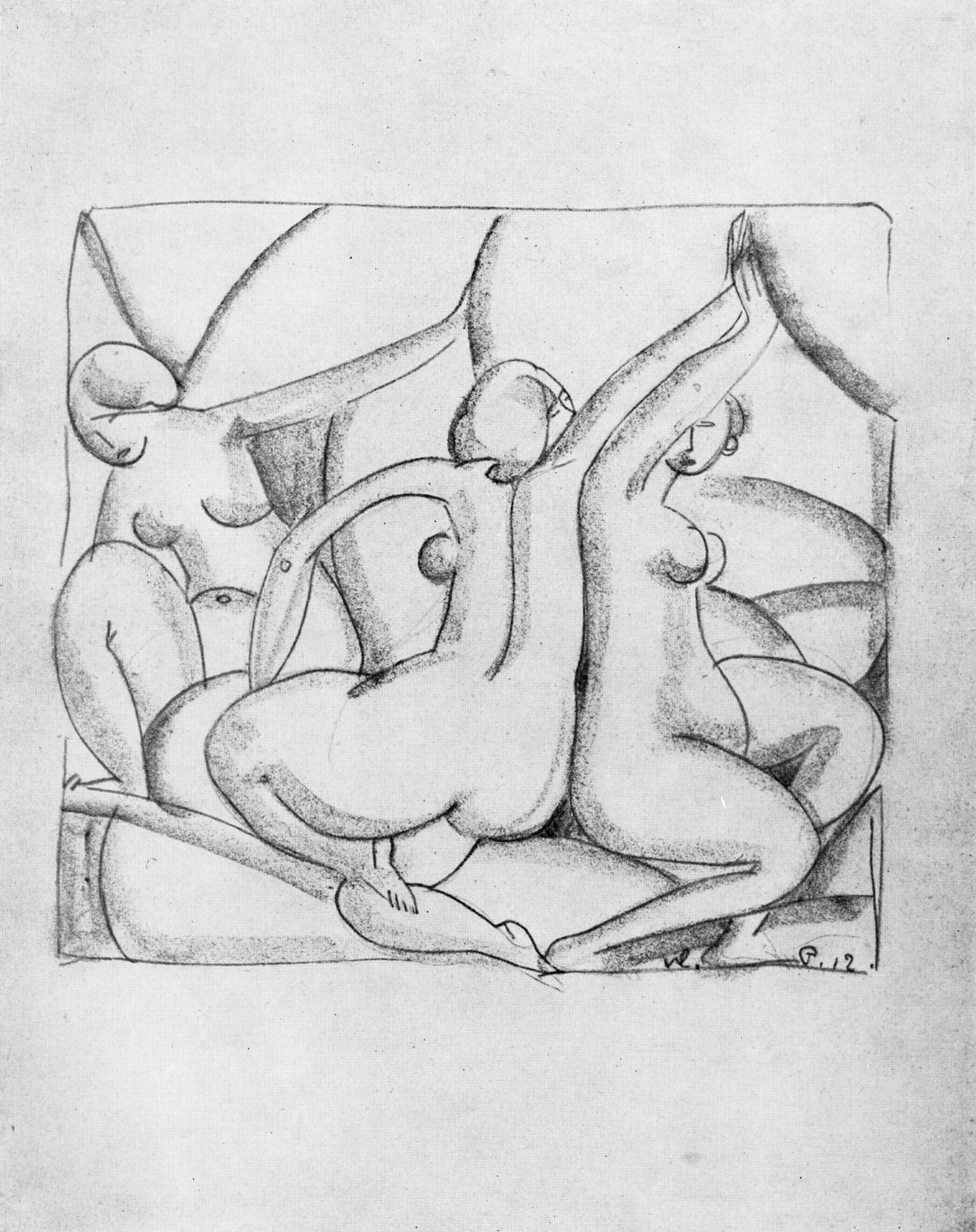
Bildkomposition, 1912
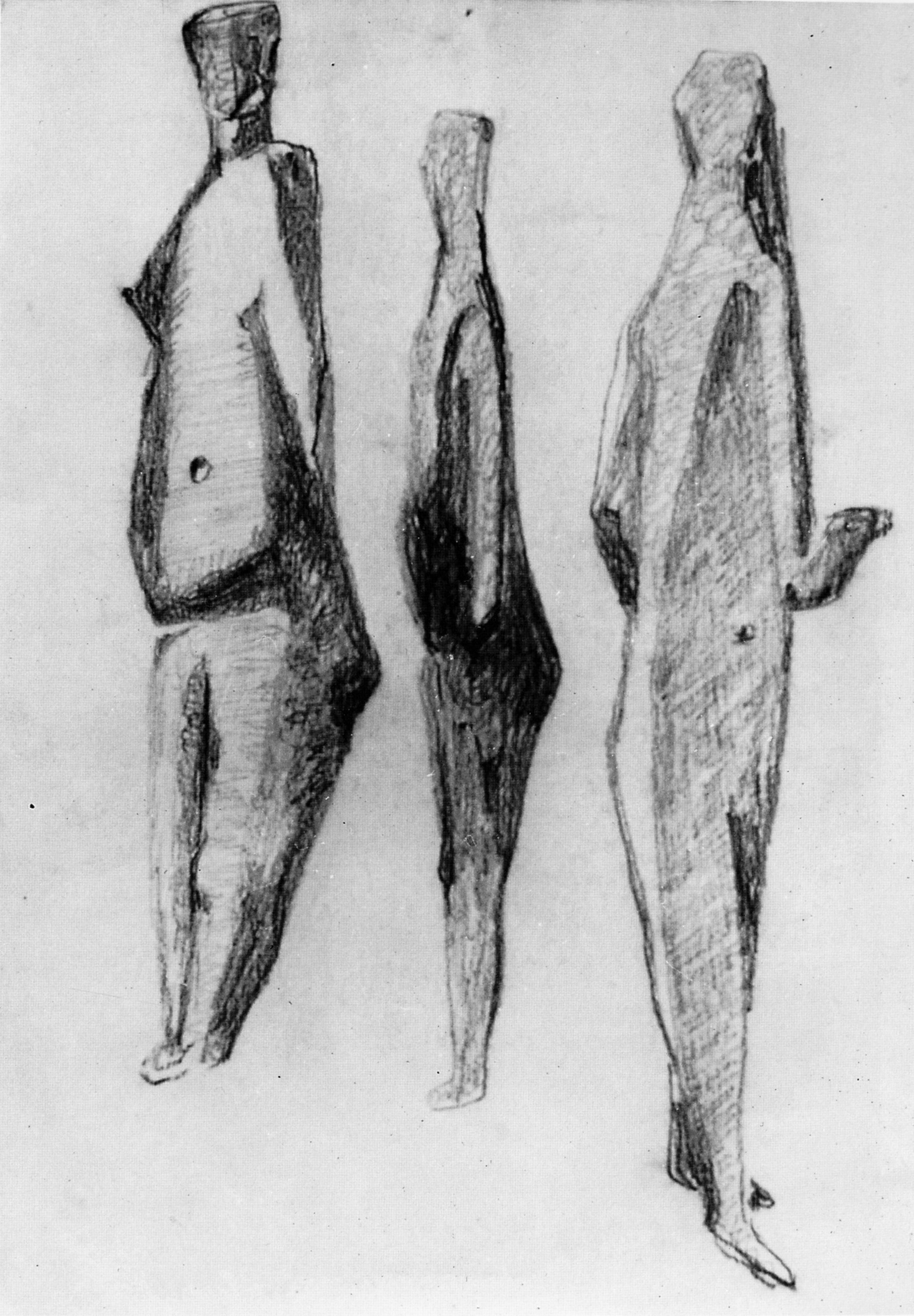
Drei Stehende, 1932
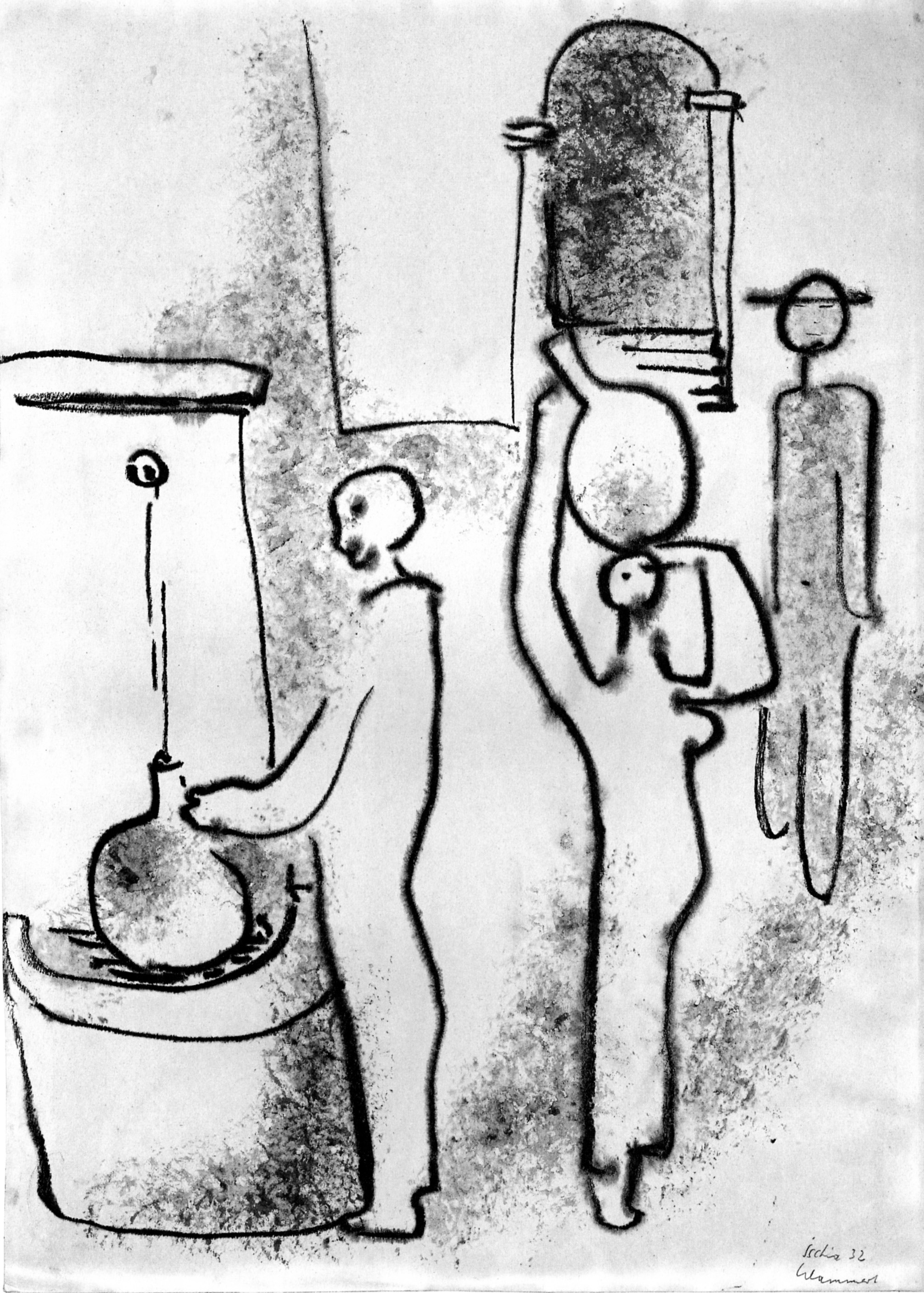
Am Brunnen, 1932
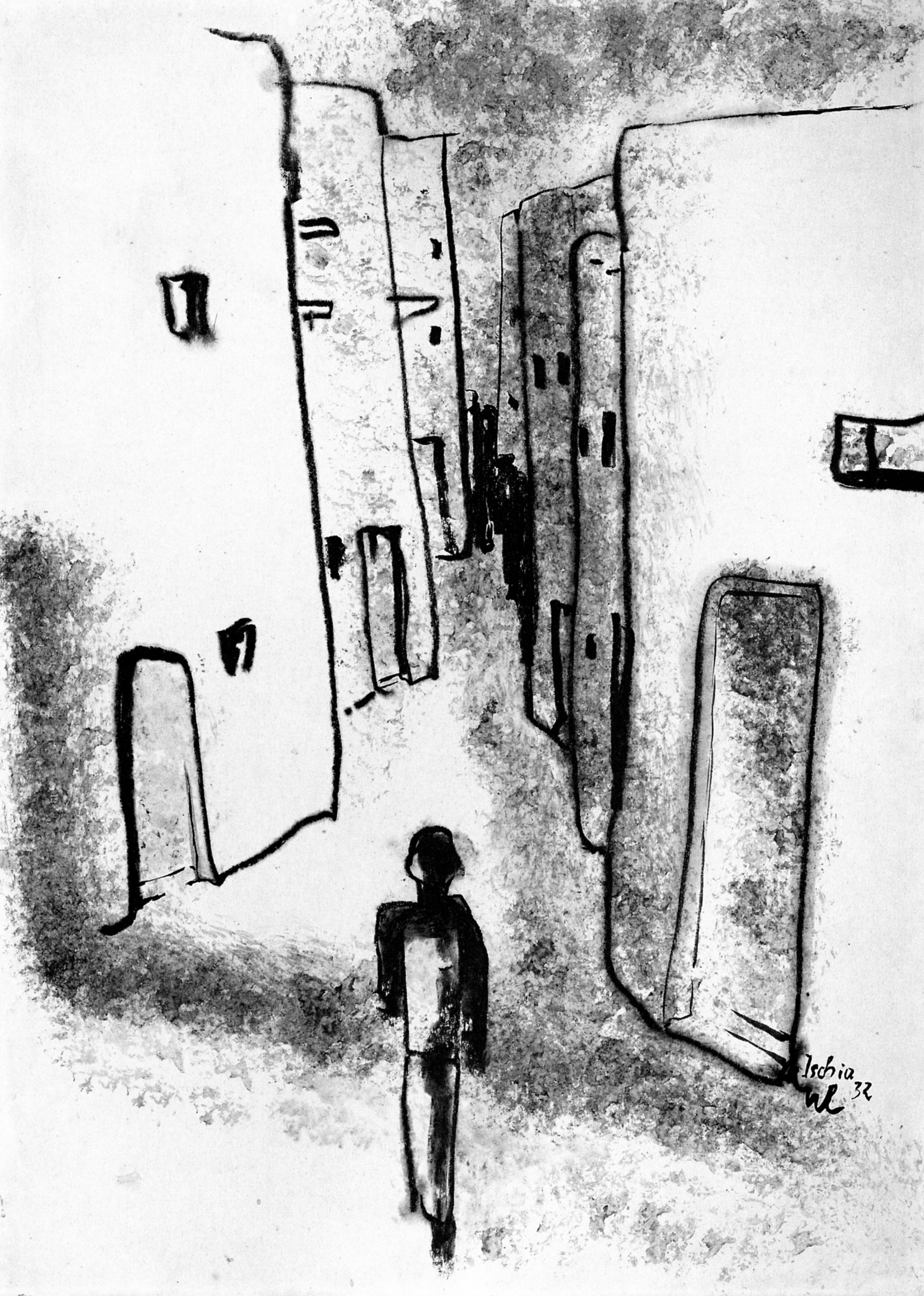
Auf der Straße, 1932